# Кавана, Брендан
Брендан Кавана (родился в 1967 году в Лондоне), также известный как «Dr K», — современный британский пианист и преподаватель фортепиано ирландского происхождения с более 1,5 млн подписчиков на YouTube. Специализируется на игре и продвижении буги-вуги, почти исключительно импровизированного, часто в сочетании с классической, джазовой, блюзовой, рок-н-ролл и традиционной ирландской музыкальной тематикой. Регулярно выступает на открытых площадках на публичных фортепиано, иногда в четыре руки с прохожими или друзьями. Также играет на аккордеоне с упором на традиционные ирландские мелодии.

## Образование
Кавана окончил Мидлсекский университет, получив степень бакалавра с отличием по английскому языку. Затем получил степень магистра англо-ирландской литературы и драмы в Университетском колледже Дублина, а после и докторскую степень в Университетском колледже Корка (UCC), с упором на английской поэзии (диссертация «В. Б. Йейтс и восточный мистицизм»). Также получил высший диплом в области образования (квалификация учителя) в UCC и докторскую степень.

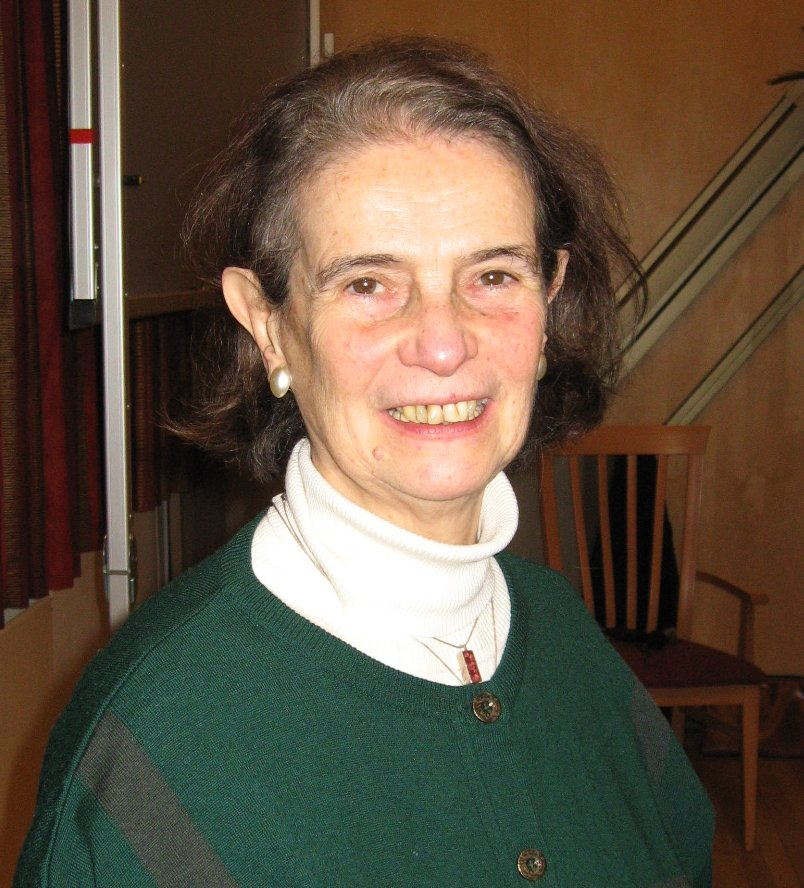
Кавана изучал классическое фортепиано у международного концертного пианиста проф. Нелли Бен-Ор

 Начал брать уроки игры на фортепиано в возрасте семи лет на старом заброшенном пианино, которое нашел его отец. В подростковом возрасте на него сильно повлиял Уильям Хэмми Хауэлл, известный британский пианист и клавишник, который играл в популярной тогда ду-воп группе Darts. Несмотря на то, что в то время у него были серьёзные проблемы со здоровьем, Хауэлл приехал в дом семнадцатилетнего Брендана и дал ему три бесплатных урока игры на фортепиано с акцентом на свой стиль игры буги-вуги. Уроки начались с риффа «Hammy’s Boogie», который сегодня является частым компонентом жанра. Позже Кавана переписал уроки Хауэлла, из которых создал свой собственный набор уроков «Badass Boogie» вместе с записанными онлайн-выступлениями, чтобы позволить другим изучать стиль.
Несмотря на его сильный интерес к стилю буги-вуги, он продолжал заниматься классическим фортепиано, в конечном итоге учась у международного концертного пианиста и профессора Нелли Бен-Ор. Кавана сегодня считает профессора Бен-Ор, которая была очень открыта к его импровизационным склонностям в буги-вуги, своим классическим наставником вместе с Хэмми Хауэллом, своим наставником буги-вуги.

## Игра в группе
В подростковом возрасте Кавана играл на клавишных (иногда с пением) для многочисленных кантри и ирландских групп в пабах северного Лондона. Он приписывает это раннее знакомство с шумными толпами пабов, помогшие ему справляться с часто непредсказуемыми ситуациями, с которыми он сталкивается сегодня в открытых публичных выступлениях на фортепиано.

## Школьное преподавание
После завершения академических исследований Кавана преподавал английский и латынь в средней школе, но быстро разочаровался в британской системе образования. Он оставил профессию после публикации книги о своих взглядах под названием «Токсичное учение: как Ofsted», цели и поведение студентов превратили великую профессию в кошмар.

## Открытые публичные выступления
В 2007 году Брендан Кавана основал компанию «Dr. K Media Limited», занимающуюся мультиплатформенным интерактивным обучением игре на фортепиано в жанрах буги, блюз и рок-н-ролл, и переключил свое внимание на онлайн-тренировки, продажу, исполнение и продвижение фортепианной музыки с сильным акцентом на музыку в стиле буги-вуги. С появлением смартфонов, которые позволяют практически любому легко записывать и распространять музыкальные ролики, начал выступать на открытых общественных площадках. В настоящее время выступает как Dr. K зачастую в своей фирменной темной толстовке с капюшоном и чёрных очках, иногда в форме рабочего, полицейского или охранника, играя инкогнито перед удивленными прохожими на общественных фортепиано на вокзалах, в аэропортах и других открытых общественных местах, в основном в окрестностях Лондона. В 2022 году он пригласил оказавшуюся проездом в английской столице знаменитую пианистку Ladyva сыграть на общественном пианино в интерьере вокзала Сент-Панкрас. Его импровизированные выступления, часто объединяющие классические, буги-вуги, ирландские и популярные темы, записываются и загружаются на его канал YouTube, где он собрал более 1,5 миллиона подписчиков (на октябрь 2021 г.). Транслирует некоторые из своих выступлений в прямом эфире.
Иногда разыгрывает прохожих или уже играющих на фортепиано, притворяясь начинающим, спрашивая, где на клавиатуре находится средняя до, пытается неуклюже сыграть пару нот, а затем виртуозно импровизирует, чем достигает комического эффекта. Также известен тем, что игнорируя вопрос «как вас зовут?», отвечает вопросом «вы знаете буги-вуги?», породив своеобразные мемы.

### Конфликт с вероятными сотрудниками китайского телевидения
19 января 2024 года состоялся стрим музыканта на его канале в YouTube, в котором он исполнял музыку на общедоступном пианино лондонского вокзала Сент-Панкрас. Выступление началось в обычной для музыканта манере, но через 9 минут после начала обернулось в нечто неожиданное. Неподалёку от Каваны с оператором и ещё одним пианистом находилась группа людей из шести–семи человек, державших в руках красные флажки Китая и одетых в красное или имевших на себе красные шарфы. Одна из женщин, входивших в состав группы, подошла к музыканту и, представившись сотрудницей китайского телевидения, попросила удалить отснятый материал, поскольку они якобы не имеют права показывать свои лица в чужих видео. Кавана ответил, что не может этого сделать, поскольку идёт прямой эфир, а кроме того, они все находятся в публичном месте, где съёмка разрешена. Мужчина из той же группы возразил, что они обладают правами на свои «голоса и изображения». Начинавшийся довольно миролюбиво диалог через некоторое время перерос в открытый конфликт. Кавана заявил, что они находятся в свободной стране, а не в коммунистическом Китае, на что китайский мужчина обвинил пианиста в расизме, пообещал обратиться в суд, а когда Брендан коснулся флажка в руке женщине, принялся громко кричать: «Не касайся её!» (англ. Don’t touch her!), хотя музыкант не трогал женщины, но только флажок. Всё закончилось вмешательством английской полиции, погасившей конфликт. Видео стало вирусным (по состоянию на 28 января 2024 года оно было просмотрено более 9 000 000 раз на официальном канале пианиста, не считая многочисленных других каналов, по которым оно было распространено). О конфликте написали многие ведущие англоязычные издания по всему миру. Брендан дал несколько интервью различным изданиям, заявив, что выступает за свободу самовыражения, и расценил случившееся как попытку распространения китайской цензуры на территорию Великобритании. Большинство комментаторов не только на YouTube, но и даже в китайской социальной сети Weibo поддержали позицию пианиста. 27 января Брендан выпустил новое видео с того же места на вокзале Сент-Панкрас. В этом видео он ещё раз выступил с осуждением цензуры, а в качестве символа выбрал Винни-Пуха, изображения которого запрещены в Китае — в руках пианист держал несколько игрушек этого медвежонка. Это выступление Брандана снимали десятки журналистов и блогеров, а само видео на его официальном канале за сутки набрало 1 300 000 просмотров.

## Публикации
- Токсичное преподавание Архивная копия от 26 апреля 2014 на Wayback Machine, Dr K, 25 апреля 2014 г.
- The Badass Boogie Bundles Архивная копия от 26 января 2020 на Wayback Machine, Dr K Media Ltd, 11 июня 2014 г.